# Nigidius bubalus vosseleri
Nigidius bubalus vosseleri es una subespecie de coleóptero de la familia Lucanidae.

## Distribución geográfica
Habita en Etiopía.